# Rajshahi
Rajshahi è una città del Bangladesh sul Gange, al confine con l'India, con 842.701 abitanti.
È un centro commerciale con industrie alimentari, del legno e della seta.